# Geografia de Castelo Branco
Este artigo fala sobre a geografia do Distrito de Castelo Branco.

## Geografia
|  | 1. Alcains 2. Almaceda 3. Benquerenças 4. Cafede 5. Castelo Branco 6. Cebolais de Cima 7. Escalos de Baixo 8. Escalos de Cima 9. Freixial do Campo 10. Juncal do Campo 11. Lardosa 12. Louriçal do Campo 13. Lousa 14. Malpica do Tejo 15. Mata 16. Monforte da Beira 17. Ninho do Açor 18. Póvoa de Rio de Moinhos 19. Retaxo 20. Salgueiro do Campo 21. Santo André das Tojeiras 22. São Vicente da Beira 23. Sarzedas 24. Sobral do Campo 25. Tinalhas |